# Злодюжки всього світу
«Злодюжки всього світу» (англ. Shoplifters of the World) — американський незалежний фільм 2021 року. Режисер Стівен Кіжак. Сценаристи Стівен Кіжак й Лорріенн Голл; продюсери Крістофер Фігг та Лорріенн Голл. Світова прем'єра відбулася 26 лютого 2021 року; прем'єра в Україні — 3 червня 2021-го.

## Зміст
Коли влітку 1987 року фанати «The Smiths» дізнаються про розпад групи, вони вирішують оплакати цю подію, провівши увесь вечір на вечірках.
А озброєний палицею фанат групи вривається в офіс радіостанції та примушує радіодіджея крутити в ефірі тільки пісні «The Smiths».

## Знімались
- Гелена Говард
- Еллар Колтрейн
- Елена Кампуріс
- Нік Краузе
- Джеймс Блур
- Томас Леннон
- Джо Манганьєлло
- Кемерон Мулен
- Олівія Луккарді
- Селія Ау
- Кевін Авіанс